# Куштиряково
Куштиряково (баш. Ҡуштирәк) — село в Бакалинском районе Республики Башкортостан (Россия). Административный центр Куштиряковского сельсовета.

## История
Основано в 1921—1924 годах на территории Белебеевского кантона. В 1925 году было учтено 73 двора.
С 1930-х гг. — центральная усадьба колхоза имени К. Маркса, с 2001 г. — СПК имени К. Маркса, с 2005 г. — СПК имени М. Г. Хасанова.
Примерно в 1932 году в селе начал функционировать первый клуб. В этом здании был кинозал на 70–80 человек, а также артистическая комната и радиоузел. Постепенно стали появляться газеты, журналы, книги.
В 1924 г. была открыта начальная школа. Уроки велись в частных домах, так как не было отдельного здания. Первым учителем в школе был Исламов Нурислам. В эти годы в деревне появляется мельница на реке Туимик и мечеть. В 1928 г. была создана комсомольская ячейка, секретарем был избран Галиев М.Х
В 1930 г. образован колхоз «Урняк». В 1931 г. была открыта школа колхозной молодёжи с семилетним обучением. , через несколько лет районный лагерь в сосновом лесу, дом отдыха, для восстановления здоровья колхозников района. В 1934 году был создан сад на площади 30 га, который позже перешёл в собственность колхоза. В 1950 году четыре колхоза: им. К. Маркса (Новый Тумутук), «Урняк» (Куштиряково), им. Ленина (Новосасыкуль) объединились в колхоз К. Маркса. Позднее появились пасеки, была организована рыболовецкая артель, было возрождено производство кумыса, мини маслозавод, цех по обжигу кирпича и плодово-ягодный сад.
После войны появились улицы «Нагорная» и им. Юрия Гагарина. Произошло объединения деревни Куштиряково и деревни Гайсарово, между ними возникла улица Молодёжная. В 1952 г. было построено новое деревянное здание школы, школа стала восьмилетней, но классов не хватало. В 1961 г. построено двухэтажное здание школы. В 1967 школа преобразована в среднюю.
В 1987 году в эксплуатацию было сдано новое здание клуба с залом на 300 мест. Имеются комнаты для кружковой работы. На втором этаже расположена сельская библиотека. Руководителями дома культуры в 1987–1988 годах была Зарима Ибрагимова (Явгильдина), в 1989–1992 годах — Василя Гарипова (Усманова), в 1990–2005 годах — Фагит Мустафин. С 1995 года по настоящее время - Миляуша Файзуллина.
В 1993 году в село был проведен природный газ, а на улицах был проложен асфальт. В настоящее время в деревне имеется 145 хозяйств
В 2020 году о селе в честь его столетия Р. Р. Мурзиным была написана книга о селе “Мы одного корня, с одной земли”

## Этимология
Название села произошло из татарского языка от слова «куш» (парный, сдвоенный) и фитонима «тирәк» (тополь)

## Экономика
Жители села в основном занимаются земледелием и животноводством

## Инфраструктура
В деревне работают детский сад, средняя школа, фельдшерско-акушерский пункт, дом культуры, библиотека.

## География
Расположено на правом берегу реки Ик в 30 км к юго-западу от села Бакалы. Расстояние до ближайшей ж/д станции (Туймазы) — 85 км.

## Население
| 2002 | 2009 | 2010 |
| ---- | ---- | ---- |
| 422  | ↘394 | ↘345 |

Согласно переписи 2002 года, преобладающие национальности — татары (58 %), башкиры (29 %).
В 1939 насчитывалось 529 чел., в 1959—483, в 1989—416 человек.

## Религия
В селе есть мечеть.

## Уроженцы села
- Мухаммадиева, Гульназ Миратовна - актриса театра "Нур", заслуженная артистка Республики Башкортостан, заслуженная артистка Республики Татарстан, народная артистка Республики Башкортостан[11]